# キャンプ (日本プロ野球)
日本プロ野球におけるキャンプ（英: Camp）とは、各球団が公式戦の期間外などに、ある地域に宿営して全体練習や個人練習、自主練習などを行うことである。
メジャーリーグベースボール（MLB）ではレギュラーシーズン開始前の一連の練習とオープン戦がスプリングトレーニング（英: Spring training）、練習を行う場所がキャンプと呼ばれて区別される。
時期によって、ペナントレース開始前の2月1日から約1ヶ月間行われる春季キャンプ（しゅんきキャンプ）と、終了後の10月下旬頃から行われる秋季練習 → 秋季キャンプ（しゅうきキャンプ）に分けられるが、一般的には「キャンプ」と言えば、公式戦開始前の春季キャンプのことを指す。これらは主に本拠地以外の地域に宿営して2週間から1か月程度という長期間にわたって実施される。また、春季非公式試合（オープン戦）や公式戦の期間中もしくは日本選手権シリーズの開催前などにチーム全体で、あるいは個人の選手がチームを離脱して調整を行う際などにはミニキャンプと称し、数日から1週間程度、本拠地もしくはそれ以外の地域で短期間のキャンプを実施することもある。
球団あるいは監督・コーチが主導する形でチーム単位もしくは個人単位で行うものは「キャンプ」と呼ばれるが、選手だけで自主的に集合し、球団や監督・コーチが関わることなしに行われるものは「自主トレーニング」（略して「自主トレ」とも）と呼ばれる。複数の選手が集まって行う「合同自主トレ」については、キャンプに類するものとしてこの項で述べる。

## 概要
日本のプロ野球のキャンプは、1934年に翌年の大リーグ選抜チームとの対戦に備えて編成された全日本チーム（読売ジャイアンツの前身）が10月15日より千葉県習志野市の谷津球場で行った合同練習が最初とされる。

### 春季キャンプ
春季キャンプは、1946年に読売ジャイアンツが愛媛県松山市にあった旧制松山高校グラウンド（現・愛媛大学持田地区）で、ペナントレースに向けて練習を行ったのが最初といわれる。
現在では、毎年2月1日に開始（「キャンプイン」とも言う）して2月下旬、ないしは3月初め頃まで行われるのが一般的である。以前は、日本国外でキャンプを張るチームについては特例的に1月下旬からキャンプを張ることも出来たが、現在は日本プロフェッショナル野球協約の【第17章 試合】「第173条 ポスト・シーズン」に基づき、チーム練習や対外試合などは（前年12月1日から）1月31日まで禁止されているため、チーム練習が解禁になるのが2月1日となる。なお、2023年は埼玉西武ライオンズが2月6日開始（それまでは自主トレを継続）とするなど必ずしも足並みを揃えて開始しなければならない事はないが、2月1日から12球団が一斉スタートするのが慣習になっている。但し、北海道日本ハムファイターズは2016年から2020年までアメリカアリゾナ州で一次キャンプを張るが、時差の関係上、日本時間の2月1日より前にスタートする事になる。
春季キャンプでは、概ね4 - 5日を1クール（3勤1休、4勤1休など。休養日で区切られる練習期間の単位を"クール"と称する）としてスケジュールを組む。概ねのスケジュールとしては、2月初旬は主に基礎体力作りとしてランニングやストレッチ体操、キャッチボール、ノックなどを中心に行い、体をほぐす。中旬から下旬にかけていよいよ長距離のランニング、守備、投球、打撃のそれぞれでの実践カリキュラムを行い、シートバッティングや紅白戦や他チームとの練習試合などもこの時期に行われる。そして下旬からのオープン戦で最終的にその成果を披露して3月下旬の開幕戦に向けて、出場枠を争う形になっている。なお、スケジュールは球団ないし監督の方針によって変わるため、必ずしも上記の通りになるとは限らない。
外国人選手は、現在では1月下旬に来日し数日かけて軽めに調整して時差ぼけを解消した上で、日本人選手と同様2月1日にキャンプインを迎えているケースが多い。昭和の時代ではキャンプ中盤ごろに合流するケースが多かったが、現在では逆に、途中から合流するケースは少なくなっている（全くないわけではない）。
今浪隆博は「たった1ヶ月のキャンプで『レベルアップ』などできるのか?」という質問に対して「1ヶ月間でレベルアップしたいっていうことではなく、シーズンオフや自主トレ期間に取り組んできたことを実戦として使えるのかっていう判断」と解答している。「プロ野球首脳陣の言う『チーム力の底上げ』とは」という質問には「キャンプの1ヶ月間でめちゃめちゃ鍛えるというよりは、新人・若手などの新戦力の発掘というニュアンスの方が強い」との見解を示している。
近年ではキャンプ地で前年の日本一チームが挨拶と報告を兼ねて優勝パレードを行う球団もある。過去にはロッテが石垣市で、日本ハムが名護市で、DeNAが宜野湾市で、それぞれ優勝パレードを実施した。

### 秋季キャンプ
秋季キャンプでは、主に若手選手を中心に各球団が来シーズンへ備えた基礎トレーニングを行うが、他球団を自由契約となった選手の入団テストを行うこともある。その走りは1979年の地獄の伊東キャンプと言われている。春季キャンプと異なり時期や期間は一定しておらず、ポストシーズン（クライマックスシリーズや日本シリーズ）の試合がない球団は10月中旬から1ヶ月近くキャンプを行う一方、日本シリーズに進出した球団はシリーズ終了後の11月に1 - 2週間程度となる。
ポストシーズンの裏で、主に二軍選手の育成を目的とした教育リーグ（みやざきフェニックス・リーグ等）の試合も行われているため、若手選手をそちらに派遣する形で事実上秋季キャンプの代わりとする球団も多いほか、シーズンで活躍したベテラン選手は秋季キャンプの時期を休養に充てるのが通例である。そのため（怪我・リハビリ等の例外を除き）原則として全選手が参加する春季キャンプと異なり、参加するのは一部選手のみとなる。

### 自主トレ
キャンプに類するものとして、選手同士が集まって行う「合同自主トレ」がある。選手の出身地や、球団の拠点近くの施設を使用する場合が多い。その他、1月に入り、新入団選手のみで行う「新人合同自主トレ」や各球団の選手会が主導する形で行われる「選手会合同自主トレ」、同じ高校・大学の先輩後輩という関係の選手が球団の垣根を超えて、母校のグラウンド等で一緒に行うケースもある。年明け後、三が日が終わった頃に「新人合同自主トレ」が始まり、各地での自主トレを終えた主力選手が集結して行われる「選手会合同自主トレ」にて、ルーキーと主力選手が初対面となる。自主トレには大きく分けて、球団の主力選手が若手を誘って行うケースと、仲の良い選手や出身地が同じ選手が集まって行うケースとがある。特に後者では複数球団の選手が集まることがあり、球団を超えた選手同士の技術交流の場ともなっている。
また新入団選手については、各球団の施設（本拠地球場、二軍用練習場他）で合同自主トレを行うことが恒例になっており、埼玉西武ライオンズでは新人選手が近接する西武園競輪場にて自転車トレーニングを行うのが恒例であるほか、日本競輪選手養成所で新人研修（「競輪トレ」とも）を受けさせる球団もある。
1月下旬には選手たちが続々とキャンプ地入りし、2月1日の春季キャンプインに備えて、現地で再び「選手会合同自主トレ」を行っている。
なお自主トレは、前述の通り野球協約上球団が選手を拘束できない期間に行われるため「球団のユニフォームは着用しない」「監督・コーチは選手の指導を行わない（練習の視察は可能）」など一定の制約がある。

### メジャーリーグ
メジャーリーグの場合は日本とは異なり、2月中旬までの自主トレーニングの段階で体作りを完全に仕上げた上で、2月下旬前後に早速実践的な練習を始める。ただキャンプ地への集合は日本のようにチーム一斉に行うのではなく、投手陣と野手陣に分けて行われる。

## キャンプ地
日本のプロ野球の春季キャンプ地は、かつては国内では宮崎県や高知県が多く、現在は殆どの球団が行っている沖縄県はむしろ少数派であった。また1990年代までは、2月中旬頃までの一次キャンプを海外（主にアメリカ）で行う球団も幾つか見られた（こちらも参照）が、のちコスト削減などもあり、現在は恒常的に海外キャンプを行っている球団はない。
沖縄県でのキャンプの契機になったのは日本ハムの1979年の名護キャンプであったが、1999年12月にアメリカ軍普天間基地の代替基地の受け入れが名護市内に決定した見返りに沖縄県の北部12自治体には2000年から10年間、毎年100億円の合計1000億円の公共事業に「北部特別振興事業」という名目で国費が流入、球場建設ラッシュが続き、施設面が充実していったことでプロ野球キャンプは沖縄に集中するようになった。
キャンプ地選びでは冬の気象条件は特に重要であり、現在では、平均気温が15度以上で国内で一番温暖な沖縄県か、沖縄ほど温暖ではないが晴天日の多い宮崎県の2県のほぼいずれかとなっており、この2県以外では埼玉西武ライオンズB班が高知県で、横浜DeNAベイスターズ2軍が鹿児島県奄美市で行うのみとなっている。2004年度には福岡ダイエーホークスと埼玉西武ライオンズがそれぞれ高知県で開催していたキャンプを、宮崎県に移している。また、長らく高知県安芸市で開催していた阪神タイガースも沖縄県宜野座村で実施する（当初は一次キャンプのみで、2012年から全期間。それ以降も高知県で行っていた二軍も2023年度から沖縄県に変更）など、近年は特に沖縄一極集中の傾向にあり、現在は国内12球団のうち9球団が沖縄県でキャンプを実施している。2010年まで宮崎県のみでキャンプを実施していた読売ジャイアンツも、2011年からは二次キャンプ地を球場の大幅改修工事が完成した那覇に移した。前述のベイスターズ2軍も、もともと使用していた球場の建て替えに伴う一時的なもので、建て替え完了後の2026年からは沖縄県嘉手納町にキャンプ地を戻す予定。
コロナ禍前（2020年入国規制以前）は韓国プロ野球でも一部の球団が沖縄県でキャンプを実施していた（2020年春季など日韓の政治的な情勢によって日本入りする球団が変わることがある）。コロナによる入国規制が緩和されて以降では初となる2023年では、韓国プロ野球ではサムスン・ライオンズ、台湾プロ野球では楽天モンキーズが沖縄でキャンプを張ったほか、WBCキューバ代表も事前合宿で沖縄でキャンプを張った。これらのチームは日本の球団が多くキャンプを行う沖縄のほか宮崎県などでもキャンプを行い、一部の日本プロ野球チームとの練習試合を行うこともある。
このほか、キャンプ期間中には練習だけでなく、移動中に即席サイン会を実施したり、キャンプ地の自治体に在住する市民との交流会や少年野球教室などを開催したり、休養日になると選手たちがリフレッシュのために市内観光やゴルフに出かけるなど様々な行動を取るため、日頃はなかなか出来ない貴重なふれあいの場ともされている（2020年以降のコロナ禍では自粛し、規制緩和後の年からはイベントなどを再開している）。
また、2021年は球団により、事前の入場申し込みやチケット購入（グッズなど特典あり）をしたうえで、メイングラウンドのみ（サブグラウンド・ブルペン・屋内練習所などは見学不可）を見学できるようにする制限付き有観客開催とする予定となっていたが、日本政府が当時11の都府県に対して緊急事態宣言が発出されていたのと、キャンプ地の宮崎県・沖縄県独自の緊急事態宣言（現在の蔓延防止等重点処置）が出ていたため、双方の宣言が解除されない限りは原則として無観客開催としてメイングラウンドを含め見学不可となった。

### 経済効果
人気球団のキャンプ地は、関係者、マスコミ、ファンの宿泊や飲食、関連施設の修築などにより数十億円に上る経済効果をもたらすと計算されている。琉球銀行傘下りゅうぎん研究所は2003年以降、毎年沖縄県内における春季キャンプの経済効果を試算し、公表しており、2007年度のキャンプでは前年と比べて2.96億円上回る53.37億円となるなど、その経済効果は拡大傾向にあり、地方の自治体にとってキャンプの経済効果は魅力的なものと捉えられている。
2020年の沖縄県内におけるプロ野球春季キャンプの経済効果は、121億6,800万円となり、新型コロナウイルスの影響もあり、2019年の141億3,100万円を下回った。そのうち宿泊業が26億4,100万円、飲食サービス（飲食店など）が15億5,400万円、商業が14億900万円などの順であった。
| 年     | 球団 数 | 経済効果総額     | 延べ観客数    | 県外からの 滞在者合計 | 球団関係者数 （選手含む） | 報道関係者、 解説者 | 県外からの 観客数 | 出典   |
| ------ | ------- | ---------------- | ------------- | --------------------- | ------------------------- | ------------------- | ----------------- | ------ |
| 2003年 | 07      | 約032億1,000万円 | -             | 約1万4,000人          | 約0,700人                 | 約1,800人           | 約1万1,500人      | [ 10 ] |
| 2004年 | 07      | 約043億4,000万円 | 約23万9,700人 | 約2万4,500人          | 約0,700人                 | 約2,800人           | 約2万1,000人      | [ 11 ] |
| 2005年 | 08      | 約047億9,000万円 | 約13万9,400人 | 約2万4,300人          | 約0,800人                 | 約3,000人           | 約2万0,500人      | [ 12 ] |
| 2006年 | 08      | 約050億4,100万円 | 約17万1,100人 | 約2万8,200人          | 約0,850人                 | 約2,300人           | 約2万5,100人      | [ 13 ] |
| 2007年 | 08      | 約053億3,700万円 | 約22万7,400人 | 約3万1,540人          | 約0,840人                 | 約2,300人           | 約2万8,400人      | [ 14 ] |
| 2008年 | 09      | 約062億7,400万円 | 約26万5,000人 | 約3万2,950人          | 約0,950人                 | 約2,500人           | 約2万9,500人      | [ 15 ] |
| 2009年 | 09      | 約057億0,600万円 | 約24万2,000人 | 約3万1,300人          | 約1,000人                 | 約2,400人           | 約2万7,900人      | [ 16 ] |
| 2010年 | 09      | 約054億9,400万円 | 約17万1,000人 | 約2万8,200人          | 約1,000人                 | 約2,100人           | 約2万5,100人      | [ 17 ] |
| 2011年 | 10      | 約086億4,800万円 | 約25万3,000人 | 約4万6,800人          | 約1,100人                 | 約2,700人           | 約4万3,000人      | [ 18 ] |
| 2012年 | 10      | 約078億7,300万円 | 約27万7,000人 | 約4万5,700人          | 約1,100人                 | 約2,100人           | 約4万2,500人      | [ 19 ] |
| 2013年 | 09      | 約081億6,100万円 | 約29万3,000人 | 約4万5,900人          | 約1,000人                 | 約1,900人           | 約4万3,000人      | [ 20 ] |
| 2014年 | 10      | 約088億8,000万円 | 約31万9,500人 | 約5万4,000人          | 約1,100人                 | 約1,900人           | 約5万1,000人      | [ 21 ] |
| 2015年 | 10      | 約088億0,300万円 | 約31万1,500人 | 約5万7,000人          | 約1,050人                 | 約1,950人           | 約5万4,000人      | [ 22 ] |
| 2016年 | 09      | 約100億0,400万円 | 約33万2,000人 | 約6万8,750人          | 約1,000人                 | 約1,750人           | 約6万6,000人      | [ 23 ] |
| 2017年 | 09      | 約109億5,400万円 | 約34万9,000人 | 約7万3,900人          | 約1,000人                 | 約2,000人           | 約7万0,900人      | [ 24 ] |
| 2018年 | 09      | 約122億8,800万円 | 約37万7,000人 | 約8万7,100人          | 約1,000人                 | 約2,100人           | 約8万4,000人      | [ 25 ] |
| 2019年 | 09      | 約141億3,100万円 | 約40万8,000人 | 約9万5,580人          | 約1,080人                 | 約2,500人           | 約9万2,000人      | [ 26 ] |
| 2020年 | 09      | 約121億6,800万円 | 約35万4,000人 | 約8万4,290人          | 約1,090人                 | 約2,200人           | 約8万3,000人      | [ 9 ]  |

### 参考資料
2月の高知、宮崎、那覇の平年値（1971年～2000年の平均）
|               | 高知  | 宮崎  | 那覇  |
| ------------- | ----- | ----- | ----- |
| 平均気温（℃） | 6.9   | 8.3   | 16.6  |
| 最高気温（℃） | 12.4  | 13.5  | 19.2  |
| 最低気温（℃） | 2.1   | 3.4   | 14.3  |
| 降水量（mm）  | 102.4 | 89.5  | 125.2 |
| 日照時間（h） | 171.4 | 160.8 | 84.6  |

### 日本の12球団のキャンプ地一覧（2025年春季）
メイン球場を施設名を記載（サブグラウンドや室内場などの付属施設はここでは記載していない、詳細は各球団や球場のページへ）、球団はセ・パ別で都道府県順。

#### 一軍（またはA班、Aグループ）
宮崎県
- 読売ジャイアンツ（第1次：宮崎市・宮崎県総合運動公園硬式野球場）
- 広島東洋カープ（第1次：日南市・日南市天福球場）
- 埼玉西武ライオンズ（日南市・南郷スタジアム）
- オリックス・バファローズ（宮崎市・宮崎市清武総合運動公園）
- 福岡ソフトバンクホークス（宮崎市・宮崎市生目の杜運動公園野球場）

沖縄県
- 読売ジャイアンツ（第2次：那覇市・那覇市営奥武山野球場）
- 東京ヤクルトスワローズ（浦添市・浦添市民球場）
- 横浜DeNAベイスターズ（宜野湾市・宜野湾市立野球場）
- 中日ドラゴンズ（北谷町・北谷公園野球場）
- 阪神タイガース（宜野座村・宜野座村野球場）
- 広島東洋カープ（第2次：沖縄市・沖縄市野球場）
- 北海道日本ハムファイターズ（名護市・名護市営球場）
- 東北楽天ゴールデンイーグルス（金武町・金武町ベースボールスタジアム）
- 千葉ロッテマリーンズ（第1次：石垣市・石垣市営球場、第2次：糸満市・糸満市西崎球場）

#### 二軍・三軍（またはファーム、Bグループ、B班）
一軍と異なるキャンプ地の球団のみ（二軍本拠地も使用の場合は※）
高知県
- 埼玉西武ライオンズ（高知市・高知県立春野運動公園野球場）

宮崎県
- 読売ジャイアンツ
  - 二軍（宮崎市・宮崎県総合運動公園第二硬式野球場）
  - 三軍（都城市・高城運動公園野球場）[注 4][32]
- 東京ヤクルトスワローズ（西都市・西都原運動公園野球場）※
- 広島東洋カープ（第1次：日南市・日南総合運動公園野球場）※
- 東北楽天ゴールデンイーグルス（第2次：日向市・日向市お倉ヶ浜総合公園野球場）
- 千葉ロッテマリーンズ（都城市・都城運動公園野球場）[33]

鹿児島県
- 横浜DeNAベイスターズ（奄美市・名瀬運動公園市民球場）

沖縄県
- 中日ドラゴンズ（読谷村・読谷平和の森球場）
- 阪神タイガース（うるま市・うるま市具志川野球場）[34]
- 北海道日本ハムファイターズ（国頭村・くにがみ球場）
- 東北楽天ゴールデンイーグルス（第1次：久米島町・久米島野球場）[35]

### 過去に行われた主なキャンプ使用会場
カッコ内の球団名は実施当時のもの、春季・秋季キャンプ両方を含む。

#### 日本国内

##### 群馬県
- 分福球場（巨人）

##### 神奈川県
- 小田原小峰球場（東京セネタース）

##### 静岡県
- 伊東スタジアム（巨人、大洋、ヤクルト、東映 → 日拓ホーム → 日本ハム）
- 静岡県草薙総合運動場硬式野球場（大洋）
- 浜松市営球場（中日）

##### 三重県
- ともやま公園（近鉄、オリックス、中日、ダイエー）

##### 兵庫県
- 兵庫県立明石公園第一野球場（巨人、大洋、中日）

##### 和歌山県
- 田辺グリーン球場 （南海）

##### 岡山県
- 岡山県野球場（高橋ユニオンズ）
- 岡山県倉敷スポーツ公園野球場（中日、阪神）いずれも秋季

##### 広島県
- 呉市営二河野球場（広島：1960年代～1980年代、南海）

##### 愛媛県
- 旧制松山高校（巨人）

##### 高知県
- 高知市野球場（阪急： - 1989年、ダイエー：1991年 - 2003年、オリックス：2005年 - ）
- 高知市東部総合運動場野球場（ダイエー：1991年 - 2003年）
- 高知県立春野運動公園野球場（西武：1979年 - 2003年、二軍は現在も使用）
- 宿毛市野球場（近鉄：1976年 - 1982年[37]）
- 安芸市営球場（阪神：1965年 - 2011年、二軍は2022年まで、秋季では現在も使用）
- 大方球場（南海：1969年 - 1973年、1978年 - 1980年）

##### 徳島県
- 徳島県鳴門総合運動公園野球場（日本ハム：1976年 - 1981年）

##### 福岡県
- 大牟田（名古屋（中日）1940年）
- 福間町福岡厚生年金スポーツセンター（ダイエー：1989年）
- 福岡ドーム（ダイエー：1994年）

##### 長崎県
- 島原市営球場（西鉄 → 太平洋クラブ → クラウンライター：1954年 - 1978年）

##### 宮崎県
- 宮崎県営野球場（巨人：1959年 - 1974年）
- 串間市営球場（中日）

##### 鹿児島県
- 鹿児島県立鴨池野球場 （ロッテ：1971年 - 2007年）

##### 沖縄県
- 読谷平和の森球場（ダイエー：1990年）
- うるま市石川野球場（中日）
- 久米島町営仲里野球場（楽天：2005年、二軍は2020年まで使用）
- 宮古島市民球場（オリックス：1993年 - 2014年、二軍は2015年まで使用）

#### 日本国外

##### 米国本土
- アメリカ合衆国・カリフォルニア州サンタマリア (巨人)
- アメリカ合衆国・アリゾナ州ユマ（ヤクルト）
- アメリカ合衆国・フロリダ州ベロビーチ（巨人、中日）
- アメリカ合衆国・フロリダ州デルレイビーチ (日本ハム）
- アメリカ合衆国・フロリダ州サラソタ (日本ハム）
- アメリカ合衆国・アリゾナ州スコッツデール（ロッテ、日本ハム）
- アメリカ合衆国・アリゾナ州ピオリア（ロッテ、中日、日本ハム）
- アメリカ合衆国・アリゾナ州メサ（大洋, 西武）
- アメリカ合衆国・アリゾナ州テンピ（阪神）
- アメリカ合衆国・アリゾナ州カサグランデ  (ロッテ)
- アメリカ合衆国・アリゾナ州ツーソン（広島）
- アメリカ合衆国・フロリダ州レイクランド（阪神）
- アメリカ合衆国・フロリダ州ブレイデントン（中日、西武）

##### 太平洋諸島
- アメリカ合衆国・ハワイ州マウイ島（東京, 阪神、ヤクルト、西武）
- アメリカ合衆国・ハワイ州カウアイ島（南海、ダイエー）
- 米領グアム島（巨人）
- アメリカ合衆国信託統治領サイパン島（近鉄）

##### 豪州
- オーストラリア・ゴールドコースト（中日、ダイエー）
- オーストラリア・ジーロング（ロッテ）

##### 中華民国
- 台中 (巨人, 太平洋クラブ)